# Alessandro Lante Montefeltro della Rovere

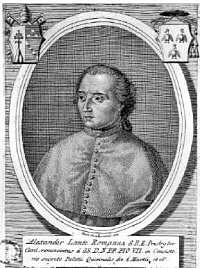
Kardinal Alessandro Lante Montefeltro della Rovere

Alessandro Lante Montefeltro della Rovere, auch Alessandro Lante, (* 27. November 1762 in Rom; † 14. Juli 1818 in Bologna) war ein italienischer Kardinal der Römischen Kirche.

## Leben
Als Sohn des Filippo Lante Montefeltro della Rovere, Herzog von Bomarzo, und dessen zweiter Gemahlin Faustina Capranica stammte er aus dem Adelsgeschlecht Lante, das in weiblicher Linie – über Lucrezia della Rovere († 1652), Gemahlin des Marcantonio Lante und Tochter eines illegitimen Sohnes von Kardinal Giulio Feltrio della Rovere – von zwei sehr namhaften, aber seit langem erloschenen Fürstenhäusern abstammte, den della Rovere und den Montefeltro, und sich ihrer berühmten Namen bediente. Die Rovere hatten einst zwei Päpste gestellt. Sein Halbbruder Antonio Lante wurde 1816 ebenfalls Kardinal. Entferntere Verwandte waren sein Ur-Urgroßonkel Kardinal Marcello Lante und sein Großonkel Kardinal Federico Marcello Lante.
Seine ersten Studien absolvierte er in Rom bei den Benediktinern, später besuchte er das Collegio Clementino und promovierte am 2. August 1785 an der Universität La Sapienza zum Doctor iuris utriusque. Nach dem Abschluss seiner Studien wurde er zum Hausprälat Seiner Heiligkeit ernannt und trat am 16. Juni 1785 in die Römische Kurie ein. Er wurde am 25. Juni 1785 Kanoniker der Vatikanischen Basilika.
Nach der der Wiederherstellung des Kirchenstaates ernannte Papst Pius VII. ihn am 9. Juli 1800 zum Sekretär der Kongregation für die Wiederherstellung der päpstlichen Herrschaft. Vor dem 22. November 1800 wurde er Apostolischer Protonotar. In jenen Jahren war er einer der führenden Vertreter einer Reformpolitik, wie sie von Kardinalstaatssekretär Ercole Consalvi vertreten wurde. Nach der französischen Besetzung des Kirchenstaates zog er sich in die Toskana zurück. Nach erneuter Wiederherstellung der päpstlichen Regierung war er in den Augen der Zelanti kompromittiert. Erst die Rückkehr Kardinal Consalvis an die Macht erlaubte es ihm, die Anschuldigungen gegen ihn zu widerlegen und in das Kardinalskollegium aufgenommen zu werden.
Er wurde im Konsistorium vom 8. März 1816 von Papst Pius VII. zum Kardinal kreiert und am 29. April 1816 zum Kardinaldiakon der Titeldiakonie Sant’Eustachio erhoben. Am 6. September desselben Jahres ernannte der Papst ihn zum Legaten der Stadt und Provinz Bologna, dort zog er am 29. September 1816 ein.
Alessandro Lante Montefeltro della Rovere starb am 14. Juli 1818 in Bologna und wurde in der dortigen Kathedrale beigesetzt.